# How to Dismantle an Atomic Bomb
How to Dismantle an Atomic Bomb (în română Cum să dezamorsezi o bombă atomică) este al unsprezecelea album de studio al formației rock irlandeze U2, lansat în noiembrie 2004. Ca și albumul anterior, All That You Can't Leave Behind, How to Dismantle an Atomic Bomb a avut succes comercial și a fost aclamat de critici. El păstrează o sonoritate rock mai tradițională după experimentele de rock alternativ și dance electronic din anii 1990. Albumul a fost produs de Steve Lillywhite, alți producători implicați în acest proiect fiind Flood, Jacknife Lee, Nellee Hooper, Chris Thomas, Daniel Lanois, Brian Eno, și Carl Glanville. Titlul albumului provine dintr-un vers din cântecul "Fast Cars", disponibil doar pe unele versiuni ale albumului.
Vocalistul formației, Bono, a descris albumul ca fiind „primul nostru album rock. Ne-au trebuit douăzeci de ani sau cât au trecut, dar ăsta este primul nostru album rock.”  Deși nu este un album concept în sens tradițional, mare parte din muzica de pe el tratează subiectul lumii la răscrucea existenței sale. Dragostea și războiul, pacea și armonia, și apropierea morții constituie tematica albumului.
How to Dismantle an Atomic Bomb și discurile single extrase au câștigat toate cele opt Premii Grammy la care au fost nominalizate. Albumul s-a vândut în 9 milioane de exemplare și s-au lansat mai multe single-uri de succes bazate pe piesele de pe album „Vertigo”, „City of Blinding Lights”,  și „Sometimes You Can't Make It on Your Own”.